# スズキ・Vストローム1050/XT
Vストローム1050（V-Strom1050 ブイストローム100）は、スズキが製造しているデュアルパーパスタイプのオートバイ（大型自動二輪車）である。

## 概要
2013年1月に国内発売されたV-Strom650や、2014年6月より国内販売されたVストローム1000に続き、V-Stromシリーズの兄弟車として2020年4月24日より発売。